# Astronaut (Sido)
Astronaut is een nummer van de Duitse rapper Sido uit 2015, in samenwerking met de eveneens Duitse zanger Andreas Bourani.
Het nummer gaat over hoe een mens zich bewust wordt van de zinloosheid van oorlog, wanhoop en ellende als hij de aarde vanuit de ruimte bekijkt. "Astronaut" werd een grote hit in het Duitse taalgebied, en wist de nummer 1-positie te bereiken in Duitsland, Oostenrijk en Zwitserland.